# Torpè
Torpè là một đô thị ở tỉnh Nuoro ở vùng Sardinia của Italia, tọa lạc cách khoảng 160 km về phía đông bắc của Cagliari và cách khoảng 45 km về phía đông bắc của Nuoro. Tại thời điểm ngày 31 tháng 12 năm 2004, đô thị này có dân số 2.757 người và diện tích là 92,2 km².
Đô thị Torpè có các frazione (đơn vị phụ thuộc) Biddanoa, Talava,Concas, Su cossu, Brunella.
Torpè giáp các đô thị: Budoni, Lodè, Padru, Posada, San Teodoro, Siniscola.